# Statens planverk

Heraldiskt vapen

Statens planverk var en svensk central förvaltningsmyndighet för frågor om plan- och byggnadsväsendet och hushållningen med naturresurser. 
Statens planverk grundades 1967 genom utbrytning ur Byggnadsstyrelsen och upphörde 1988 då den slogs ihop med Bostadsstyrelsen och bildade den nya myndigheten Boverket. Till Planverkets arkiv hör omkring 100 000 stadsplaner, kommunplaner och planbeskrivningar från 1733 fram till 1988.

## Myndighetschefer
- Erik Nilsson 1967–1968, överdirektör och chef för Statens planverk
- Lennart Holm 1969–1988, generaldirektör och chef för Statens planverk

## Byggregler
1967 överfördes ansvaret för den fysiska planeringen till Statens planverk.
Planverket gav ut Svensk Bygg Norm 67, SBN 1967, vilken ersatte Byggnadsstyrelsens BABS 1960. Föreskrifterna var utformade som funktionskrav och syftet var att samordna alla bestämmelser som berör husbyggandet. Flera tillägg och ändringar (supplement) gavs ut.
1976 utkom SBN 1975 med föreskrifter, råd och anvisningar för byggnadsväsendet och ersatte SBN 67. SBN 1975 ersattes senare av SBN 1980 som trädde i kraft 1 januari 1982.
Det nybildade Boverket gav ut Nybyggnadsregler, NR 1, gällande från 1 januari 1989. Nybyggnadsreglerna bestod av föreskrifter och allmänna råd. Reglerna kom att ändras vid tre tillfällen.
På Boverkets webbplats ges tillgång till de äldre byggreglerna i pdf-format.